# Taipé Chinês nos Jogos Olímpicos de Inverno de 1994
Taipé Chinês participou dos Jogos Olímpicos de Inverno de 1994, realizados em Lillehammer, na Noruega. 
Foi a quarta aparição do país nos Jogos Olímpicos de Inverno com a designação de "Taipé Chinês" devido ao status político de Taiwan, onde foi representado por dois atletas, ambos homens, que competiram no bobsleigh.

## Competidores
Esta foi a participação por modalidade nesta edição:
| Esporte   | Masculino | Feminino | Total |
| --------- | --------- | -------- | ----- |
| Bobsleigh | 2         | 0        | 2     |
| Total     | 2         | 0        | 2     |

## Desempenho

### Bobsleigh
Masculino
| Atletas                       | Trenó | Evento | Descida 1 | Descida 1 | Descida 2 | Descida 2 | Descida 3 | Descida 3 | Descida 4 | Descida 4 | Total   | Total | Ref.  |
| Atletas                       | Trenó | Evento | Tempo     | Pos.      | Tempo     | Pos.      | Tempo     | Pos.      | Tempo     | Pos.      | Tempo   | Pos.  | Ref.  |
| ----------------------------- | ----- | ------ | --------- | --------- | --------- | --------- | --------- | --------- | --------- | --------- | ------- | ----- | ----- |
| Sun Kuang-ming Chang Min-jung | TPE-1 | Duplas | 54.48     | 33º       | 54.63     | 32º       | 55.24     | 39º       | 55.09     | 36º       | 3:39.44 | 35º   | [ 3 ] |

Legenda
| Recorde mundial      | Recorde mundial (World record)               |                       | Recorde africano                      | Recorde africano (African) |                                           | Q | Classificado por posição (Qualified) |
| Recorde olímpico     | Recorde olímpico (Olympic record)            | Recorde da América    | Recorde da América (Americas)         | q                          | Classificado por melhor tempo (Qualified) |   |                                      |
| Melhor marca do ano  | Melhor marca do ano (World leading)          | Recorde asiático      | Recorde asiático (Asian)              | DNS                        | Não largou (Did not start)                |   |                                      |
| Recorde nacional     | Recorde nacional (National record)           | Recorde europeu       | Recorde europeu (European)            | DNF                        | Não terminou (Did not finish)             |   |                                      |
| Recorde pessoal      | Recorde pessoal do atleta (Personal best)    | Recorde da Oceania    | Recorde da Oceania (Oceania)          | DSQ / DQ                   | Desclassificado (Disqualified)            |   |                                      |
| Recorde da temporada | Recorde da temporada do atleta (Season best) | Recorde sul-americano | Recorde sul-americano (South America) | NM                         | Sem marca (No mark)                       |   |                                      |